# Harvest (álbum de Neil Young)
Harvest es el cuarto álbum de estudio del músico canadiense Neil Young, publicado por la compañía discográfica Reprise Records en febrero de 1972. El álbum incluyó la participación de la Orquesta Sinfónica de Londres en «A Man Needs a Maid» y «There's a World», además de invitados como David Crosby, Graham Nash, Linda Ronstadt, Stephen Stills y James Taylor. 
Tras su lanzamiento, Harvest se convirtió en el único trabajo de Young en alcanzar el primer puesto de la lista estadounidense Billboard 200, así como la primera posición en las listas de discos más vendidos de países como Reino Unido, Canadá, Australia, Noruega y Países Bajos. El sencillo «Heart of Gold» también alcanzó el primer puesto en la lista estadounidense Billboard Hot 100, mientras que el segundo sencillo, «Old Man», llegó al 31. Además, fue el álbum mejor vendido de 1972 en los Estados Unidos.

## Contenido
Después de que Neil Young abandonase Crosby, Stills, Nash & Young, reclutó un grupo de músicos de sesión a los que bautizó como The Stray Gators y grabó Harvest, un álbum con un sonido country rock. El álbum se convirtió en el mayor éxito comercial del músico al alcanzar el primer puesto en la lista Billboard 200 y al producir un sencillo, «Heart of Gold», que fue número uno. Otras canciones regresaron a algunos temas habituales en Young: «Alabama» fue «un refrito desvergonzado de "Souther Man", según Jim Miller, periodista de Rolling Stone, mientras que «The Needle and the Damage Done» es un lamento sobre los artistas que murieron a causa de su adicción a la heroína. El éxito de Harvest cogió a Young desprevenido y su primera reacción fue alejarse del estrellato. Tal y como escribió en el recopilatorio Decade: «Ese disco me puso en medio de la carretera. Viajar ahí pronto se convirtió en un aburrimiento, así que me dirigí a una zanja. Un paseo áspero pero vi gente más interesante ahí».
«Words (Between the Lines of Age)», la última canción de Harvest, contó con un largo trabajo de guitarra con la banda. Cuenta con una estructura típica en canciones de Young que consiste en cuatro acordes durante los solos de guitarra improvisados. Además, la canción es notable por alternar un compás estándar de 4/4 para las estrofas y el coro y un compás inusual 11(3+3+3+2)/8 para los interludios.

## Grabación
La grabación de Harvest fue notable por la unión de la espontaneidad y la casualidad. La historia está relatada en un artículo de Acoustic Guitar Magazine, que incluye entrevistas con el productor Elliot Mazer, entre otros.
Young llegó a Nashville en 1971 para tocar en el programa de televisión The Johnny Cash Show, donde Linda Ronstadt y James Taylor también iban a aparecer. Mazer había inaugurado el estudio Quadrafonic Sound en la ciudad, e invitó a Young a cenar el 6 de febrero para convencerle de que grabara ahí su siguiente disco. Neil admiraba el trabajo de músicos de estudio locales conocidos como Area Code 615, que habían grabado ahí, y se mostró interesado. Young había trabajado en nuevas canciones que estuvo interpretando recientemente en sus últimas giras, y comentó a Mazer que necesitaba un bajista, un batería y un guitarrista. Young tomó la decisión de comenzar a grabar esa misma noche. 
Dado que parte de los músicos de Área Code 615 estaban trabajando el sábado por la noche, Mazer encontró al batería Kenny Buttrey, al bajista Tim Drummond y al guitarrista Ben Keith. Esa noche grabaron las pistas básicas de «Heart of Gold», «Old Man», «Harvest» y «Dance Dance Dance». La última canción fue finalmente descartada para un posible inclusión en Harvest y apareció en el álbum Crazy Horse. «Out on the Weekend» fue grabada en sesiones posteriores junto con sobregrabaciones de los músicos James McMahon y John Harris, que tocaron el piano en «Old Man» y «Harvest», respectivamente, y de Teddy Irwin, que tocó una segunda guitarra acústica en «Heart of Gold».
Tras grabar su participación en The Johnny Cash Show el domingo por la noche, Young invitó a Ronstadt y a Taylor para respaldarle en el estudio. Los tres se sentaron en un sofá y grabaron los coros de «Heart of Gold» y «Old Man». Además, Taylor cogió el banjo de Young y sobregrabó una parte para la segunda canción.
Los temas «Bad Fog of Loneliness» y «Journey Through the Past» fueron también grabados durante estas sesiones de acuerdo con su aparición en la caja recopilatoria The Archives Vol. 1 1963-1972, que acredita a los mismos músicos de The Stray Gators, además de a Harris en la primera y a Ronstadt en la segunda. Una versión alternativa de «Journey Through the Past», con Young tocando el piano, fue publicada en Time Fades Away, mientras que «Bad Fog of Loneliness» se mantuvo como una canción inédita hasta el lanzamiento en 2007 de Live at Massey Hall 1971. 
Las canciones rock fueron grabadas en un granero del rancho que Young posee en California. Usando un sistema de grabación remoto, Mazer colocó altavoces en el granero hacia los monitores en lugar de que los músicos tocaran con auriculares. Este sistema resultó en una ingente «fuga» de sonido, de modo que cada micrófono recogía también el sonido de otros instrumentos, aunque fue satisfactorio para Young y Mazer. «Are You Ready for the Country», «Alabama» y «Words» fueron grabados durante estas sesiones con Buttrey, Drummond y Keith, además de Jack Nitzsche al piano. Young bautizó este grupo como The Stray Gators, que también acompañó al músico en su gira posterior. 
«A Man Needs a Maid» y «There's a World» fueron grabados por Nitzsche con la Orquesta Sinfónica de Londres, mientras que «The Needle and the Damage Done» fue grabada en directo durante un concierto en UCLA. Las mezclas fueron realizadas tanto en Quadrafonic Sound Studios como en el propio hogar de Young. Durante la reproducción de las canciones en el rancho, Mazer conectó el canal izquierdo en los altavoces aun presentes en el granero, y el canal derecho en altavoces dentro del hogar de Young. Con Crosby y Nash detrás de Mazer, Young se sentó fuera escuchando la mezcla. Cuando le preguntaban sobre el balance, gritaba: «Más granero».
Según una entrevista en Rolling Stone, Young quería que la portada del álbum se biodegradara después de abrir el envoltorio, pero fue rechazado por la compañía discográfica basándose en los gastos y en la posible pérdida del producto debido a accidentes marítimos. Mo Ostin mencionó la petición del músico en la 22ª edición de los premios ASCAP.

## Recepción
En 1998, los lectores de la revista Q votaron a Harvest como el 64.º mejor álbum de todos los tiempos. En 1996, en 2000 y en 2005, los lectores de la revista Chart situaron a Harvest en el segundo puesto en las tres encuestas, por debajo del álbum de Joni Mitchell Blue en la primera encuesta, y del álbum de Sloan Twice Removed en las otras dos. En 2003, la revista musical Rolling Stone emplazó a Harvest en el puesto 78 de los 500 mejores álbumes de todos los tiempos. En 2007, Harvest fue nombrado el mejor álbum canadiense de todos los tiempos en el libro de Bob Mersereau The Top 100 Canadian Albums.

## Lista de canciones
Todas las canciones escritas y compuestas por Neil Young. 
| Cara A |                                  |          |  |
| N.º    | Título                           | Duración |  |
| 1.     | «Out on the Weekend»             | 4:35     |  |
| 2.     | «Harvest»                        | 3:11     |  |
| 3.     | «A Man Needs a Maid»             | 4:05     |  |
| 4.     | «Heart of Gold»                  | 3:07     |  |
| 5.     | «Are You Ready for the Country?» | 3:23     |  |

| Cara B |                                                                              |          |  |
| N.º    | Título                                                                       | Duración |  |
| 1.     | «Old Man»                                                                    | 3:24     |  |
| 2.     | «There's a World»                                                            | 2:59     |  |
| 3.     | «Alabama»                                                                    | 4:02     |  |
| 4.     | «The Needle and the Damage Done» (Grabado en directo el 30 de enero de 1971) | 2:03     |  |
| 5.     | «Words (Between the Lines of Age)»                                           | 6:40     |  |

## Personal
Músicos
- The Stray Gators:
  - Neil Young: guitarra, piano, armónica y voz.
  - Ben Keith: pedal steel guitar.
  - Kenny Buttrey: batería
  - Tim Drummond: bajo
  - Jack Nitzsche: piano y guitarra slide.
- John Harris: piano
- Teddy Irwin: guitarra
- James McMahon: piano
- James Taylor: banjo y voz.
- David Crosby: coros
- Graham Nash: coros
- Linda Ronstadt: coros
- Stephen Stills: coros
- Orquesta Sinfónica de Londres: orquesta en "A Man Needs A Maid" y "There's a World".

## Posición en listas
| País           | Lista                      | Posición |
| -------------- | -------------------------- | -------- |
| Alemania       | Media Control Top-50 Chart | 4        |
| Canadá         | Canadian Albums Chart      | 1        |
| Estados Unidos | Billboard 200              | 1        |
| Japón          | Oricon LP Chart            | 6        |
| Noruega        | VG-lista Albums Chart      | 1        |
| Nueva Zelanda  | New Zealand Albums Chart   | 48       |
| Países Bajos   | Mega Album Top 100         | 1        |
| Reino Unido    | UK Albums Chart            | 1        |

| Sencillo        | Lista                  | Posición |
| --------------- | ---------------------- | -------- |
| «Heart of Gold» | Billboard Hot 100      | 1        |
| «Heart of Gold» | UK Singles Chart       | 10       |
| «Heart of Gold» | Canadian Singles Chart | 1        |
| «Old Man»       | Billboard Hot 100      | 31       |
| «Old Man»       | Canadian Singles Chart | 4        |

## Certificaciones
| Fecha                 | País           | Organismo certificador | Certificación | Ventas certificadas |
| --------------------- | -------------- | ---------------------- | ------------- | ------------------- |
| 27 de junio de 1994   | Estados Unidos | RIAA                   | Platino (x4)  | 4 000 000           |
| 29 de febrero de 2008 | Reino Unido    | BPI                    | Platino (x3)  | 900 000             |
| 18 de octubre de 2001 | Francia        | SNEP                   | Diamante      | 1 127 400           |
| 5 de enero de 2007    | Alemania       | BVMI                   | Oro (x3)      | 750 000             |